# Przekładaniec (film 2004)
Przekładaniec (oryg. Layer Cake) – film z 2004 roku w reżyserii Matthew Vaughna na podstawie powieści J.J. Connolly’ego.

## Fabuła
Mr X zajmuje się handlem kokainą. Zdobył duży respekt wśród ludzi mafii i zamierza przejść na wcześniejszą emeryturę. Ale jego szef Jimmy Price daje mu trudne zadanie: odnaleźć Charlotte Ryder, zaginioną córkę jego starego kumpla Edwarda – potężnego gracza budowlanego i bohatera wielu plotek.

## Obsada
- Daniel Craig – Mr.X
- Kenneth Cranham – Jimmy Price
- Michael Gambon – Eddie Temple
- Colm Meaney – Gene
- George Harris – Morty
- Jamie Foreman – Duke
- Dexter Fletcher – Cody
- Sienna Miller – Tammy
- Tom Hardy – Clarkie
- Sally Hawkins – Slasher
- Burn Gorman – Gazza
- Tamer Hassan – Terry